# Alfred Jensen (Slawist)

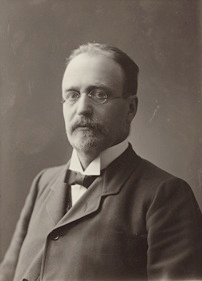
Alfred Anton Jensen 1900

Alfred Anton Jensen (* 30. September 1859 in Hälsingtuna, Gävleborgs län, Schweden; † 15. September 1921 in Wien, Österreich) war ein schwedischer Schriftsteller, Übersetzer, Literaturwissenschaftler, Historiker und Slawist.

## Leben
Jensen studierte ab 1879 an der Universität Uppsala, die er 1884 ohne Abschluss verließ. Von 1884 bis 1888 war er Mitarbeiter bei der Göteborger Zeitung Handels- och Sjöfartstidning und von 1888 bis 1890 Auslandskorrespondent für das Sydsvenska Dagbladet in Berlin.
Anschließend war er von 1890 bis 1893 Herausgeber und Korrespondent der Auslandsabteilung für das Handel und Maritime Magazine in Göteborg und für diese in Berlin, Stockholm und Wien tätig. Zu dieser Zeit unternahm er auch umfangreiche Reisen in die slawischen Länder.
Seine Sprachkenntnisse der slawischen Sprachen waren so ausgezeichnet, dass er literarische Werke aus dem russischen, ukrainischen, polnischen, tschechischen, slowenisch, bulgarischen und serbokroatischen unter anderem von Nikolai Gogol, Iwan Turgenjew, Alexander Puschkin, Michail Lermontow, Taras Schewtschenko, Mychajlo Kozjubynskyj und Adam Mickiewicz ins schwedische übersetzte. Zudem war er als Literaturwissenschaftler und Literaturkritiker tätig. Seine historischen Werke behandelten die russische Kulturgeschichte; unter anderem schrieb er über Iwan Masepa.
Von 1901 an lebte er in Stockholm und arbeitete am Nobel-Institut der Schwedischen Akademie und ab 1905 beim Stockholmer Dagblad. 1907 erhielt er von der Universität Uppsala einen Ehrendoktortitel in Philosophie und 1911 wurde er Mitglied der Wissenschaftlichen Gesellschaft Schewtschenko.
Während einer Reise auf den Balkan starb er in Wien und wurde auf dem Friedhof in Inzersdorf bestattet.

## Werk (Auswahl)
- Taras Schewtschenko – Ein ukrainisches Dichterleben. Literarische Studie von Dr. Alfred Jensen. Wien 1916, archive.org (1921)
- Perelyzowana Enejida Kotljarewskoho, Перелицьована Енеїда Котляревського – Internet Archive, 1921 (ukrainisch)
- Slavia. archive.org, 1896
- Mazepa; Alfred Jensen, Ukrayinsky pysmennyk. Kiew 1992, ISBN 5-333-01141-9